# Million Dollar Quartet
The Million Dollar Quartet ist ein Album mit Aufnahmen, die am 4. Dezember 1956 in den Sun Studios gemacht wurden, als der ehemalige Sun-Künstler Elvis Presley mit den Sun-Musikern Carl Perkins, Jerry Lee Lewis und Johnny Cash eine Jamsession veranstaltete.

## Aufnahme
Die Aufnahmen waren nicht geplant und entstanden als spontane Jamsession. Carl Perkins, der bereits ein erfolgreicher Sun-Künstler war und mit Blue Suede Shoes einen Hit hatte, kam mit seinen Brüdern Clayton und Jay sowie dem Schlagzeuger W. S. Holland ins Studio, um neue Lieder aufzunehmen, darunter das später sehr erfolgreiche Matchbox. Sam Phillips, Inhaber von Sun Records und Perkins’ Produzent, brachte den noch jungen und unbekannten Pianisten Jerry Lee Lewis mit, da er mit der sparsamen Instrumentierung der Rockabilly-Künstler brechen wollte.
Am frühen Nachmittag erschien der ehemalige Sun-Künstler Elvis Presley, der bei RCA Records unter Vertrag stand, mit seiner Freundin Marilyn Evans, um seinen alten Kollegen einen Besuch abzustatten. Presley hatte sich mit fünf Nummer-eins-Singles und zwei Nummer-eins-Alben innerhalb der letzten zwölf Monate zum gefragtesten Rock-’n’-Roll-Star hochgearbeitet und war vier Monate vorher in der „Ed Sullivan Show“ aufgetreten, die einen Marktanteil von 83 Prozent mit etwa 55 Millionen Zuschauern erreichte.
Während eines Gesprächs mit Sam Phillips hörte Presley im Hintergrund Perkins’ Aufnahmen, die ihm gefielen, und entschied sich spontan, ein wenig mitzuspielen. Philips ließ die Aufnahme weiterlaufen und hielt so die Jamsession fest. Kurz darauf gesellte sich Johnny Cash, der bereits einige Hits in den Country-Charts hatte, zu den restlichen Musikern. Laut Cashs Autobiografie soll er sogar als erster der Musiker an diesem Tag im Studio gewesen sein.
Phillips nutzte die Gelegenheit und benachrichtigte die regionale Tageszeitung „Memphis Press-Scimitar“, die unter anderem den renommierten Journalisten Bob Johnson schickte. Am folgenden Tag erschien Johnsons Artikel mit dem Titel „Million Dollar Quartet“ und dem Foto, das später die Veröffentlichungen der Aufnahmen zierte.
Auf den meisten Aufnahmen kann man Presley als Leadsänger und Pianisten hören, während die anderen ihn lediglich begleiten. Carl Perkins begnügte sich mit der Leadstimme bei Keeper of the Key, spielte größtenteils die Gitarre und sang oft als Hintergrundstimme mit. Clayton Perkins, Jay Perkins und W.S. Holland sind hauptsächlich bei den ersten Songs zu hören, ebenso wie Charles Underwood als Rhythmusgitarrist. Bei einigen Gesangsparts ist zudem Cliff Gleaves zu hören, der mit Presley ins Studio gekommen war. Jerry Lee Lewis singt häufig mit Presley im Duett und übernimmt gegen Ende das Klavierspielen.
Johnny Cash ist nicht eindeutig herauszuhören. Laut Bob Johnson soll Cash bei Blueberry Hill und Isle Of Golden Dreams zu hören sein, was 1972 von Carl Perkins bestätigt wurde, der sagte, man habe mit Cash Blueberry Hill, Island Of Golden Dreams, I Won't Have To Cross The Jordan Alone, The Old Rugged Cross, Peace in the Valley, Tutti Frutti und Big Boss Man gesungen. Von diesen Liedern wurde jedoch nur Peace in the Valley veröffentlicht. In Cashs Autobiografie heißt es zudem, er habe weit vom Mikrophon entfernt gestanden und zudem höher gesungen als sonst, um Presley besser begleiten zu können.

## Songauswahl
Neben einer Vielzahl von Country-Klassikern von Größen wie Bill Monroe, Ernest Tubb, Hank Snow und Gene Autry spielten die Sun-Künstler Gospellieder, Broadwayballaden von Rodgers und Hammerstein wie There’s No Place Like Home und Hits der damaligen Zeit wie Out Of Sight, Out Of Mind, Songs von Chuck Berry, Little Richard und Pat Boone.
Presley spielt auch einige der Songs, die er kurze Zeit später für RCA aufnehmen sollte, so etwa Is It So Strange und That’s When Your Heartaches Begin. Presleys Hit Don’t Be Cruel ist gleich mehrmals zu hören, unter anderem so, wie Jackie Wilson ihn imitiert haben soll.

## Veröffentlichung
Shelby Singleton, mittlerweile Inhaber der Plattenfirma Sun Records, die viele Sun-Aufnahmen in den 1980er-Jahren wiederveröffentlichte, war der erste, der Aufnahmen der Jamsession herausbrachte. Das 17 Songs umfassende The Million Dollar Quartet erschien 1981 in Europa und beinhaltete lediglich Gospel-Aufnahmen.
Mit der Entdeckung neuer Aufnahmen stieg das öffentliche Interesse an einer möglichst kompletten Veröffentlichung. So erschien 1987 The Complete Million Dollar Session, die 1990 von RCA Records in den Vereinigten Staaten als Elvis Presley – The Million Dollar Quartet veröffentlicht wurde.
2006 erschien die bislang kompletteste Version zum 50. Jubiläum der Aufnahmen, die zudem die Aufnahmen chronologisch ordnet. Diese enthält sechs zusätzliche Stücke, beziehungsweise zwölf Minuten bisher unveröffentlichtes Material.

## Titelliste
1. Instrumental (Unknown) – 1:44
2. Love Me Tender – Instrumental (Elvis Presley/Vera Matson) – 1:02
3. Jingle Bells – Instrumental (Traditional, James Lord Pierpont) – 1:57
4. White Christmas – Instrumental (Irving Berlin) – 2:05
5. Reconsider Baby (Lowell Fulson) – 2:45
6. Don’t Be Cruel (Elvis Presley/Otis Blackwell) – 2:20
7. Don’t Be Cruel (Elvis Presley/Otis Blackwell) – 2:20
8. Paralyzed (Elvis Presley/Otis Blackwell) – 3:00
9. Don’t Be Cruel (Elvis Presley/Otis Blackwell) – 0:36
10. There’s No Place Like Home (John Howard Payne/Henry Bishop) – 3:36
11. When the Saints Go Marching In (Traditional) – 2:18
12. Softly and Tenderly (Traditional) – 2:42
13. When God Dips His Love in My Heart (Traditional) – 0:23
14. Just a Little Talk With Jesus (Cleavant Derricks) – 4:09
15. Jesus Walked That Lonesome Valley (Traditional) – 3:28
16. I Shall Not Be Moved (Traditional) – 3:49
17. Peace in the Valley (Thomas A. Dorsey) – 1:33
18. Down by the Riverside (Traditional) – 2:26
19. I’m With a Crowd But so Alone (Ernest Tubb/Carl Story) – 1:16
20. Farther Along (Traditional) – 2:08
21. Blessed Jesus (Hold My Hand) (Traditional) – 1:26
22. On the Jericho Road (Traditional) – 0:52
23. I Just Can’t Make It By Myself (Herbert W. Brewster) – 1:04
24. Little Cabin Home on the Hill (Bill Monroe/Lester Flatt) – 0:46
25. Summertime Is Past and Gone (Bill Monroe) – 0:14
26. I Hear a Sweet Voice Calling (Bill Monroe) – 0:36
27. Sweetheart You Done Me Wrong (Bill Monroe) – 0:28
28. Keeper of the Key (Carl Lead) (Wynn Stewart/Harlan Howard/Ken Devine/Lance Guynes) – 2:08
29. Crazy Arms (Ralph Mooney/Charles Seals) – 0:17
30. Don’t Forbid Me (Charles Singleton) – 1:19
31. Too Much Monkey Business (Chuck Berry) – 0:05
32. Brown Eyed Handsome Man (Chuck Berry) – 1:14
33. Out of Sight, Out of Mind (Ivory Joe Hunter/Clyde Otis) – 0:37
34. Brown Eyed Handsome Man (Chuck Berry) – 1:53
35. Don’t Forbid Me (Charles Singleton) – 0:50
36. You Belong to My Heart (Ray Gilbert/Agustín Lara) – 1:10
37. Is It so Strange (Faron Young) – 1:21
38. That’s When Your Heartaches Begin (Billy Hill/Fred Fisher/William Raskin) – 4:58
39. Brown Eyed Handsome Man (Chuck Berry) – 0:17
40. Rip It Up (Robert Blackwell/John Marascalco) – 0:23
41. I’m Gonna Bid My Blues Goodbye (Hank Snow) – 0:55
42. Crazy Arms (Ralph Mooney/Charles Seals) – 3:36
43. That’s My Desire (Caroll Loveday/Helmy Kresa) – 2:02
44. End of the Road (Jerry Lee Lewis) – 1:44
45. Black Bottom Stomp (Ferdinand Joseph La Menthe) – 1:11
46. You’re the Only Star in My Blue Heaven (Gene Autry) – 1:12
47. Elvis Says Goodbye – 0:40

## Jukebox-Musical

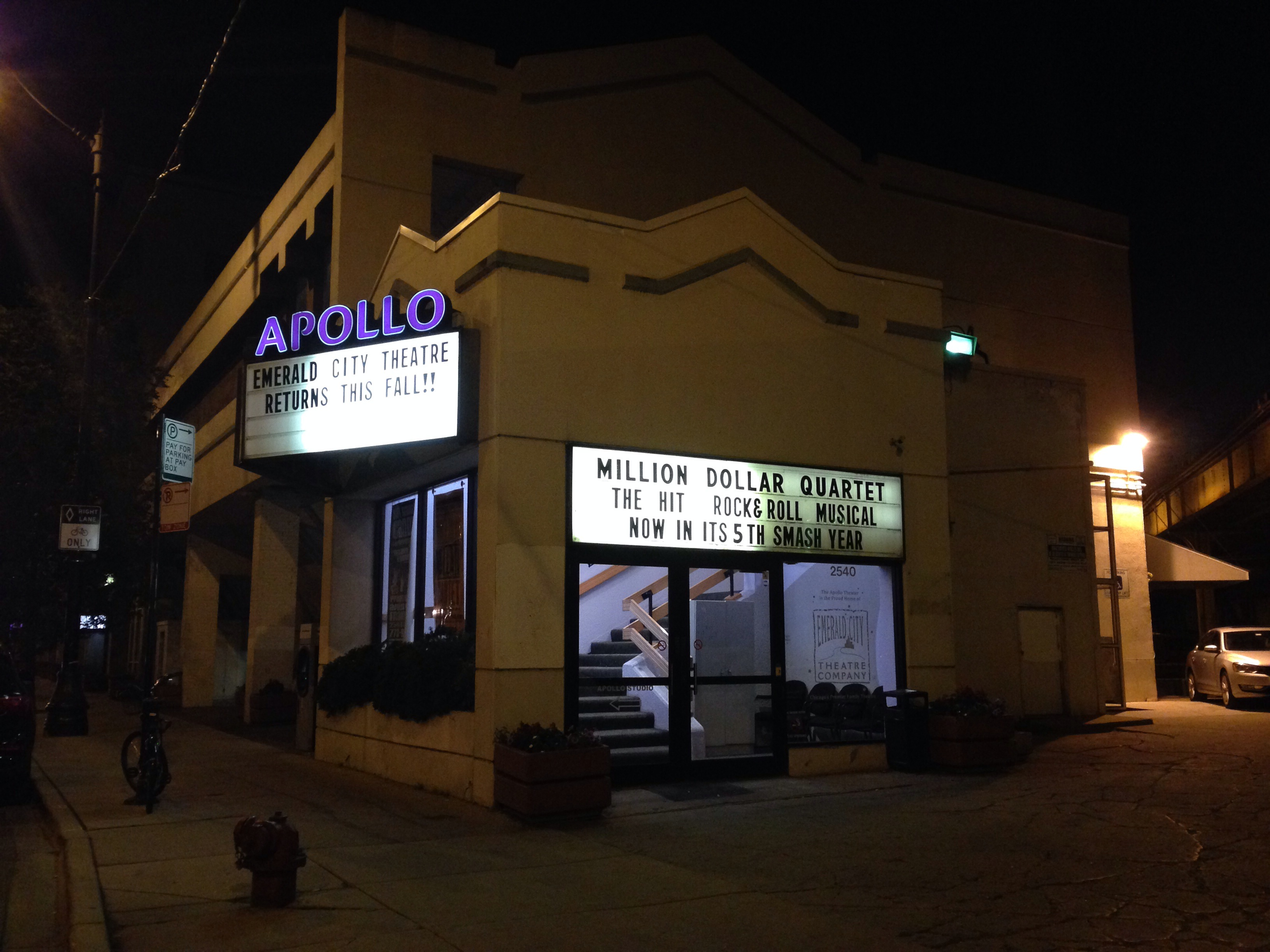
Apollo Theater in Chicago

Ebenfalls 2006 wurde das von Floyd Mutrux und Colin Escott geschriebene Jukebox-Musical Million Dollar Quartet im Seaside Music Theater in Daytona Beach (Florida) uraufgeführt, das von der Aufnahmesession inspiriert wurde. Von 2008 bis 2016 lief das Musical in Chicago, zunächst für etwa einen Monat im Goodman Theatre, anschließend ab dem 31. Oktober 2008 bis zum 17. Januar 2016 im Apollo Theater. Am New Yorker Broadway lief das Stück vom 11. April 2010 bis zum 12. Juni 2011. Ein Original-Cast-Album erschien 2011. Seit Februar 2013 läuft das Musical in Las Vegas im Harrah’s. Eine kanadische Produktion lief vom 12. Februar 2016 bis zum 26. März 2016 im Chemainus Theatre Festival in Chemainus (British Columbia). Im Londoner West End war das Musical vom Februar 2011 bis zum Januar 2012 im Noël Coward Theatre zu sehen. Neben den festen Spielstätten gab und gibt es Tournee-Produktionen mit Aufführungen in verschiedenen Städten in den USA, Australien und im Vereinigten Königreich.